# Quinche J. Félix
Quinche Jacinto Félix Rezabala (Calceta, 2 de marzo de 1908 - ibídem, 11 de abril de 1972) fue un político y comerciante ecuatoriano.

## Reseña biográfica
Hijo de Luis Miguel Félix, antiguo escribano oriundo de Rocafuerte y de Eufemia Rezabala, fue uno de los primeros comerciantes de productos agrícolas en la naciente ciudad de Calceta, jurisdicción del cantón Rocafuerte en aquellos tiempos.  En 1928 conoce a quien sería su esposa, la señora Jacinta María López Loor; quien a su vez era oriunda de Junín e hija de una conocida agricultora de su localidad, juntos procrearon 14 hijos, y formaron el bazar Félix López.
Su éxito en el naciente comercio de su pueblo y la influencia de su esposa, lo llevaron a la política, alcanzando dignidades de concejal del cantón Bolívar por varias ocasiones, hasta la vicepresidencia municipal en 1961, mientras era alcalde su hermano Ramón Toribio Ganchozo Rezabala.

## Posterior a la política
Terminada su vida política en su ciudad natal, Quinche y su familia se radicaron en Guayaquil, donde Quinche siguió ejerciendo el comercio del cacao fino de aroma durante el boom cacaotero.  Falleció en el año 1972.

## Legado
Varios de sus hijos ocuparon posiciones destacadas en el servicio público y académico del país.  El nombre y la figura de Quinche Félix Rezabala está en dos colegios ubicados en Calceta y Portoviejo respectivamente.  Asimismo, en el terminal terrestre de su ciudad natal, existe un busto donde fue inmortalizado como uno de los gestores del desarrollo de su localidad.